# Shi Wangcheng
Shi Wangcheng (chiń. 史万成, ur. 13 sierpnia 1990 w Harbinie) – chiński snowboardzista. Zajął 35. miejsce w halfpipe’ie na igrzyskach w Vancouver. Na mistrzostwach świata najlepszy wynik uzyskał na mistrzostwach w Kangwŏn, gdzie zajął 18. miejsce w halfpipe’ie. Najlepsze wyniki w Pucharze Świata osiągnął w sezonie 2008/2009, kiedy to zajął 55. miejsce w klasyfikacji generalnej.

## Sukcesy

### Igrzyska olimpijskie
| Miejsce | Dzień     | Rok  | Miejscowość | Konkurencja | Zwycięzca   |
| ------- | --------- | ---- | ----------- | ----------- | ----------- |
| 35.     | 17 lutego | 2010 | Vancouver   | Halfpipe    | Shaun White |

### Mistrzostwa Świata
| Miejsce | Dzień       | Rok  | Miejscowość | Konkurencja | Zwycięzca        |
| ------- | ----------- | ---- | ----------- | ----------- | ---------------- |
| 25.     | 20 stycznia | 2007 | Arosa       | Halfpipe    | Mathieu Crepel   |
| 18.     | 23 stycznia | 2009 | Kangwŏn     | Halfpipe    | Ryō Aono         |
| 32      | 20 stycznia | 2011 | La Molina   | Halfpipe    | Nathan Johnstone |

### Puchar Świata

#### Miejsca w klasyfikacji generalnej
- 2007/2008 – 232.
- 2008/2009 – 55.
- 2009/2010 – 186.
- 2010/2011 –

#### Miejsca na podium
1. Gujō – 14 stycznia 2009 (Halfpipe) – 3. miejsce
2. Yabuli – 13 lutego 2011 (Halfpipe) – 3. miejsce